# St.-Vigil-Kirche (Kastelruth)

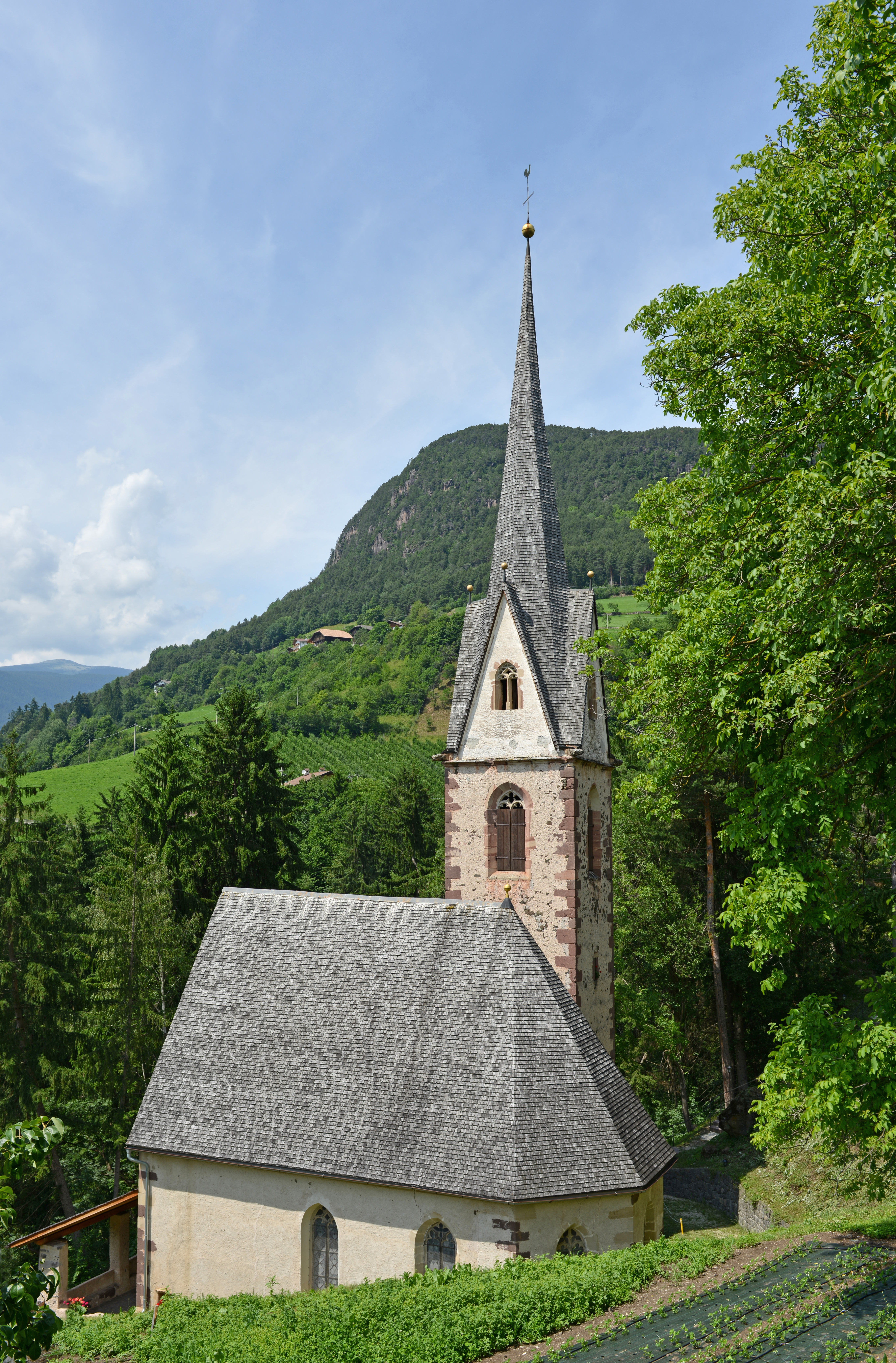
Ansicht der Kirche von Osten

Die katholische Kirche St. Vigil in Kastelruth, einer Marktgemeinde in Südtirol (Italien), ist dem hl. Vigilius von Trient geweiht. Sie liegt versteckt in einer bewaldeten Felsschlucht des Frötschbaches in der Fraktion St. Vigil.

## Geschichte
1353 wird die Kirche erstmals urkundlich erwähnt. Sie wurde durch einen Felssturz zerstört und im 15. Jahrhundert wieder mit Hilfe der Burgfriedenbesitzer von Hauenstein und Salegg errichtet. Ein Wappen der Herren von Wolkenstein an der Konsole rechts vom Hauptaltar weist darauf hin.
Im 19. Jahrhundert wurde die Kirche mit zwei neuen Altären ausgestattet. Die Altarbauer von 1872 sind nicht bekannt, die Pietà am Seitenaltar rechts ist vom Grödner Bildhauer Johann Andreas Moroder signiert. Zur Innenausstattung gehören auch ein Kruzifix aus dem 16. Jahrhundert und eine Vigiliusstatue aus Stein.

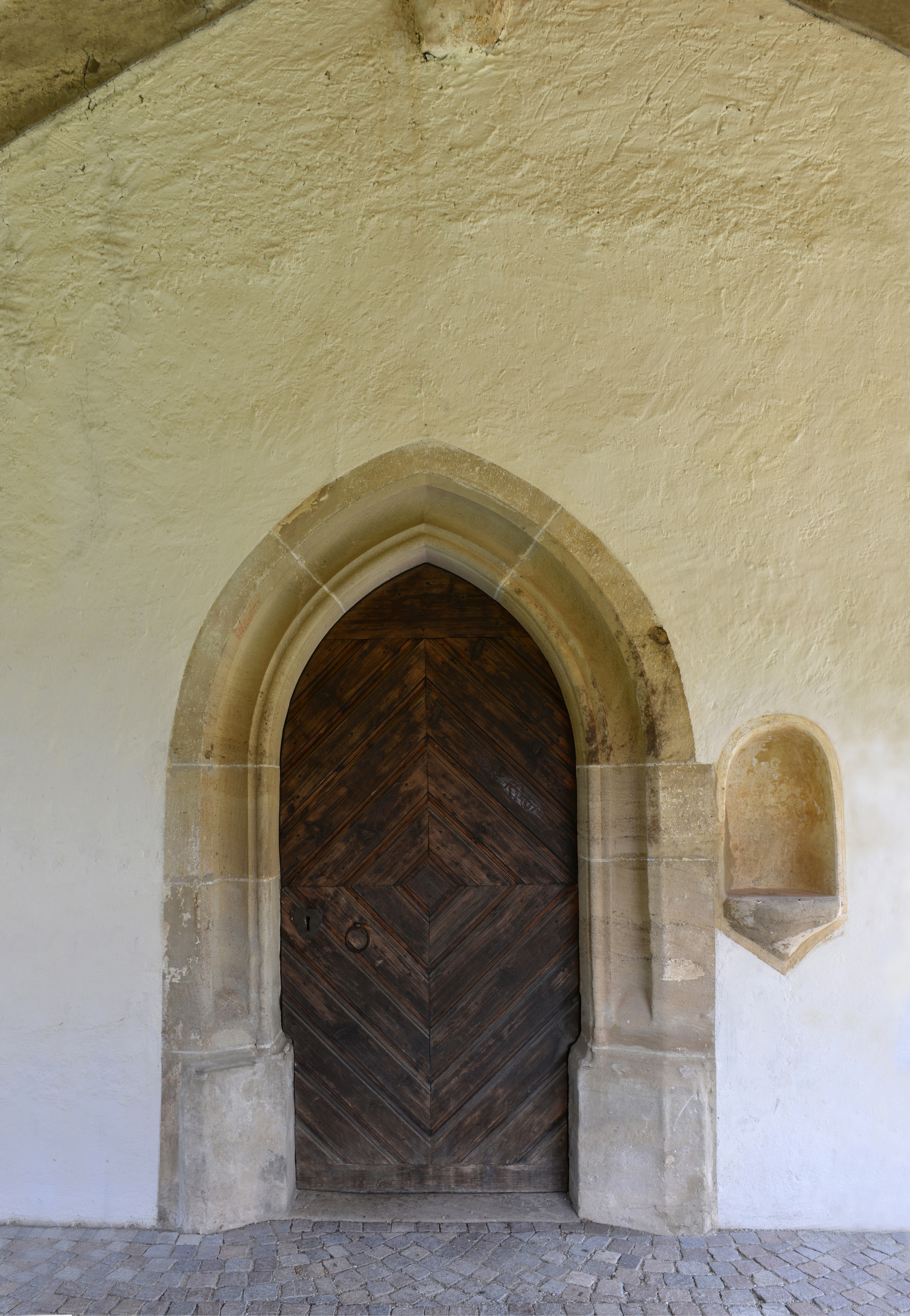
Eingangsportal
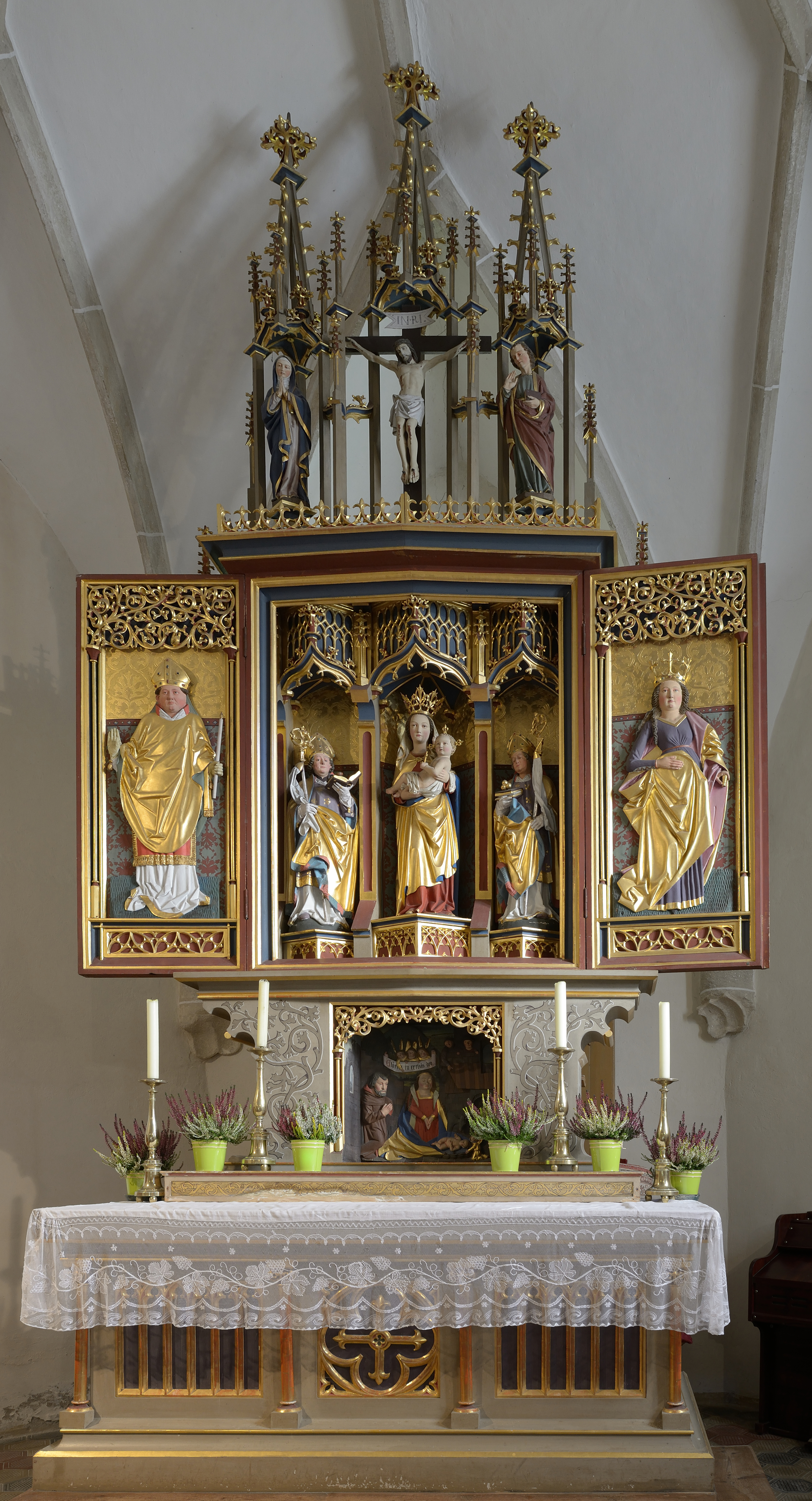
Neugotischer Hauptaltar
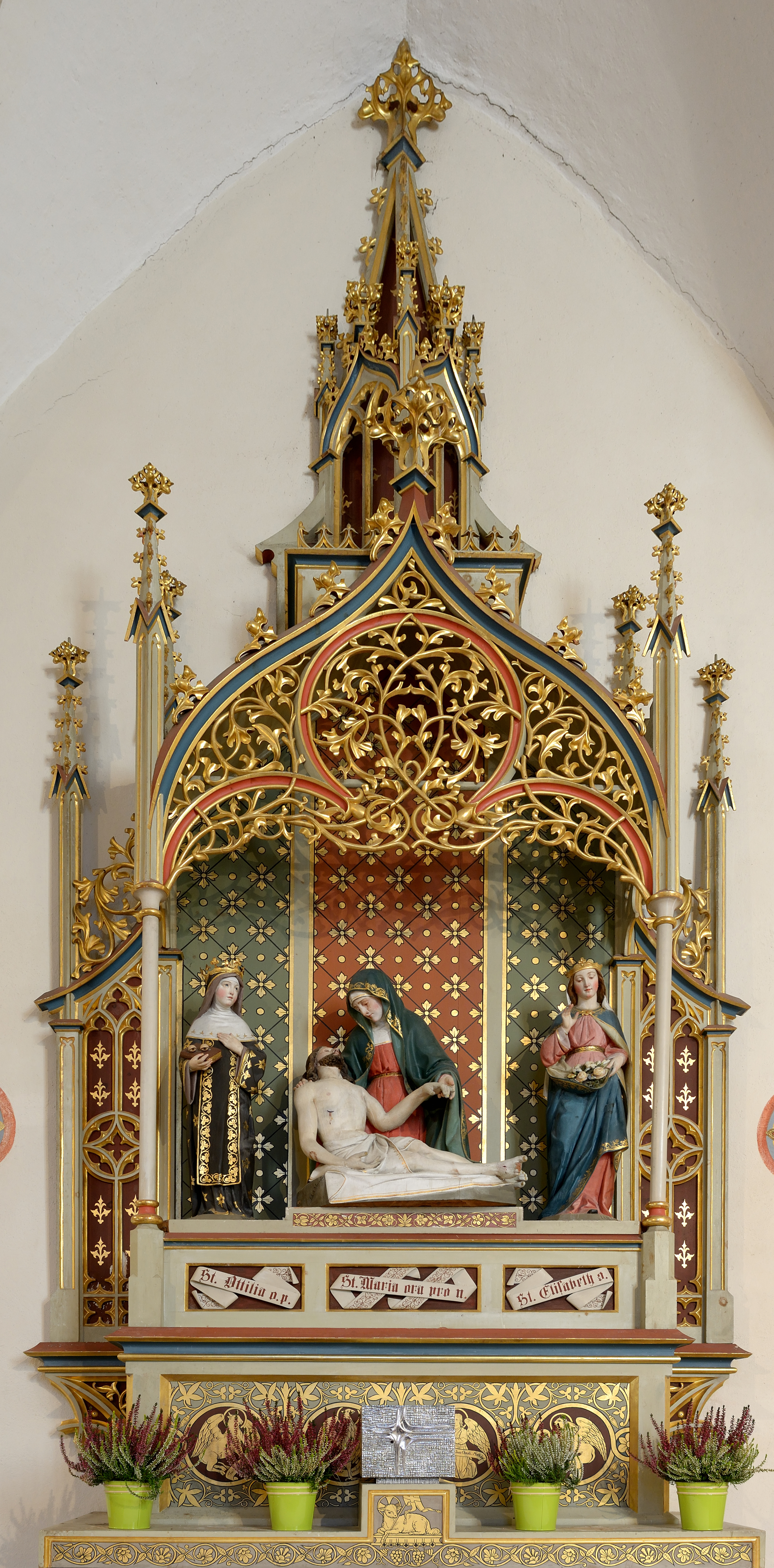
Seitenaltar
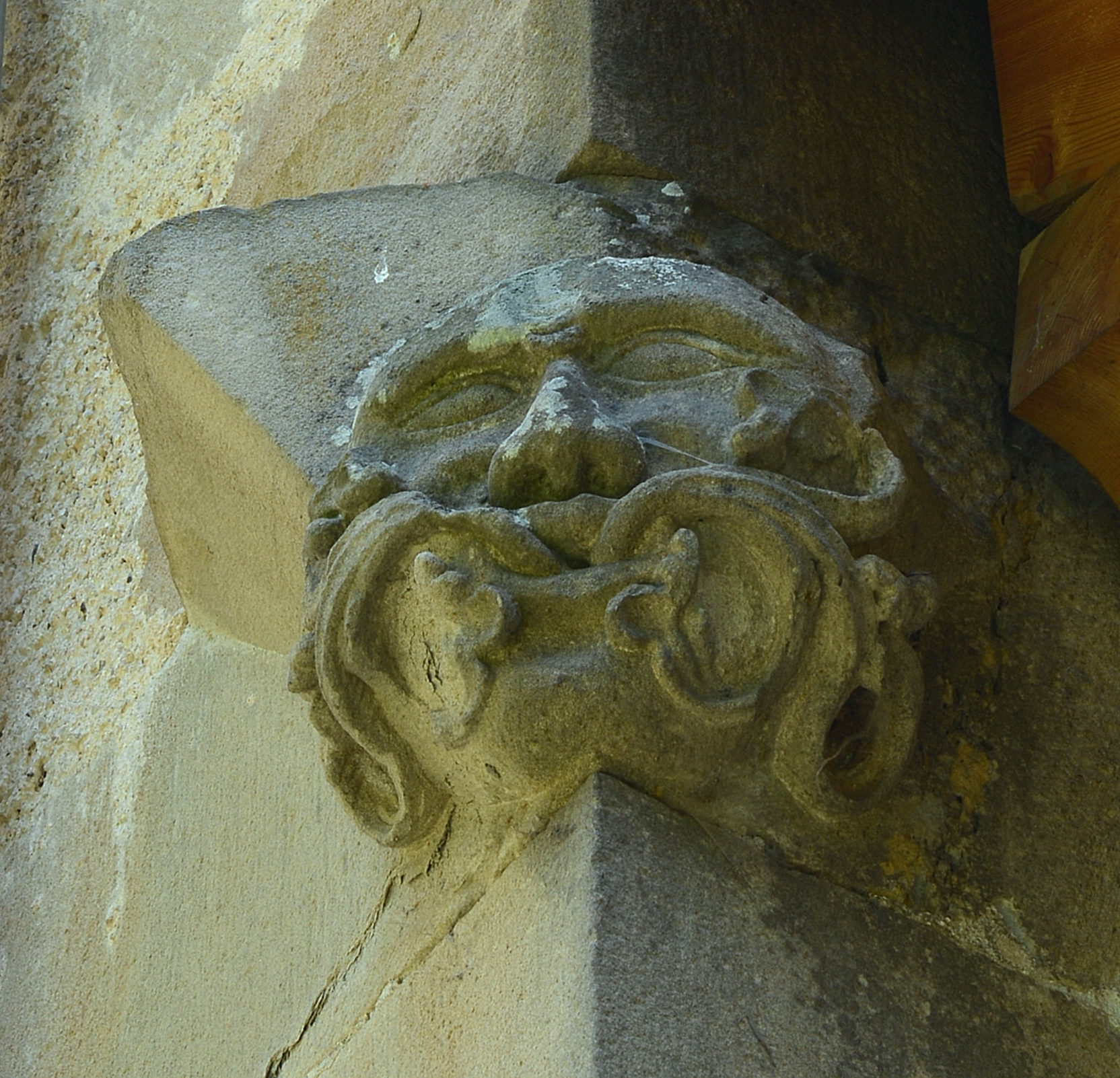
Steinfratze an der Außenmauer